# Breenek
A breenek egy humanoid faj a Star Trek univerzumban.

## Legfontosabb tudnivalók
Technológiailag magasan fejlett faj, melynek élőhelyei a Tejút Alfa- és Béta-kvadránsában is megtalálhatóak. A Föderáció sosem ápolt velük különösebb – főleg nem barátságos – kapcsolatokat, mert föderációs mértékkel mérve a breenek-et agresszivitás és idegenekkel szembeni gyakran sovén szellem jellemzi (ld. társadalmuk).
Felismerhetőek a testüket teljes egészében fedő jellegzetes hűtőruháról (ld. technológia), melynek szerepe némileg vitatott, de melyet űrhajóikon tartózkodva és idegenek előtt állandóan viselnek.
Mindezen kívül jobbára részben csak valószínű, részben pedig ellentmondásos feltételezéseket tudunk róluk.

## Kultúra

### Társadalom
A legtöbb forrás szerint agresszív "harcos" faj, mely kultúrájának fontos elemét képezi a harcban tanúsított hősiesség és önfeláldozás  (Elogium, ST VOY). Bár technológiai fejlettségük még magasabb is lehet, mint a Föderációé, politikailag valószínűleg kevésbé szervezettek és kifinomultak. Sokszor tevékenykednek például kisebb csapatokban. A breen csapatokat mindig egy tekintélyes vezér irányítja.
A breeneket ezeken kívül elsősorban xenofóbia jellemzi, erkölcseik feltehetően „törzsi” jellegűek, azaz teljesen különböző mércével mérik magukat, mint másokat (akárcsak az emberiség a Föderációs idők előtt). Nem egy háborút vívtak más fajokkal, köztük (a Domínium oldalán) az emberiséggel is; sok breen él űrkalózkodásból, de az idegen fajok egyedeinek (például kardassziaiaknak) bányamunkásként, hadifogoly-rabszolgaként való dolgoztatása sem idegen tőlük. A föderációs, kardassziai és romulán exobiológusok továbbá, legfőképp kiszámíthatatlanságukat, kiismerhetetlenségüket, rejtélyességüket szokták kiemelni, sőt egy romulán mondás ("Soha ne fordíts hátat egy breen-nek") kifejezetten megbízhatatlanságukra, más fajokkal szembeni tisztességtelenségükre utal.
Nyelvük a Föderáció előtt lényegében ismeretlen, a Dominium népeivel azonban sikeresen kommunikáltak.

### Technológia
Technológiájuk termékei (például űrhajóik) biológiai (élőlényeredetű) komponenseket is tartalmaznak (Skorpió, 1., ST VOY). Űrhajóik fő fegyverzetét, illetve kézifegyvereiket a klingonokéhoz és romulánokéhoz hasonló „3-as típusú”, kék fényű diszruptorok képezik. (Hero Worship, ST TNG; ST Generations; Indiscretion, ST DS9). Az általuk gyártott kézifegyverek egy része (például a CRM-114) a galaxisban ismert legerősebb fegyverek közé tartozik (Business as Usual, ST DS9). Egyes breen hajók azonban a Föderáció fegyvereihez hasonlító fézerekkel is fel vannak szerelve (Hero Worship, TNG, Indiscretion, DS9).
Összevont űrflottájuk rendkívül erősnek bizonyult, az egyesült föderációs-romulán-klingon csapatoknak óriási veszteségeket okoztak a Dominium-Alfakvadráns közti háborúban (ld. történelmük).
Ismerik az álcázópajzs-technológiát, űrhajóik nagy része fel van szerelve álcázóberendezéssel (Hero Worship, ST TNG).
A Breenek felismerhetőek szkafanderhez hasonlító, jellegzetes termoregulációs (hőszabályzó, pontosabban: testük körül fagyos klímát biztosító) ruháikról és sisakjairól, melyet valószínűleg állandóan viselniük kell – az anyabolygó, melyet szintén Breennek neveznek, a Kyra hadnagytól származó föderációs jelentések szerint ugyanis jégbolygó (Indiscretion, ST DS9), noha más (vorta) információk szerint meleg vagy legalábbis nem mindenütt állandóan fagyos, sőt inkább kellemes éghajlatú. Sisakjuk beépített mikrofonja hangjukat is eltorzítja, azokat jellegzetes elektronikus zörejekké alakítva.

### Történelem és politika
A breenek politikai szervezete (~kormány) a Breen Konföderáció, melynek az anyabolygót tartalmazó Breen-rendszeren kívül néhány tagja ismert, ezek elsősorban a Kardassziai Birodalom és a közelében lévő Demilitarizált Zóna környékén található, és breen telepeknek otthont adó bolygók (Dozaria, Portas V).  
Mielőtt a Föderáció még a Galaxis jelentős történelemformáló tényezője lett volna, a Breen vélhetően konfliktusba keveredett a romulánokkal (erre abból a breenekhez való negatív hozzáállásból következtethetünk, ami a romulánok körében általánosan érzékelhető).
- 2366-ban egy breen csapat megtámadta és elfoglalta a kardassziai Ravinok hajót, legénységét és utasait a Dozariára szállították, és dilítium-bányászként munkatáborban dolgoztatták (Indiscretion DS9).
- 2368-ban a Vico nevű, nem rendszeresített, de a Föderáció gyámsága alá tartozó kutatóhajó rejtélyes körülmények között megsemmisült, amikor a Black Cluster nevű csillagászati objektumot (97-es űrszektor) vizsgálta. Az ügy kivizsgálását a USS Enterprise-D legénysége végezte. A Föderáció gyanúja szerint a pusztítás a breenek műve volt, mivel számtalan breen támaszpont volt a területen, és az egyetlen megmaradt túlélő, egy Tymothy nevű kisfiú egy idegen faj támadását emlegette, bár azt kifejezetten nem tudta, ők voltak-e valójában. A pusztítás nyomai is olyan diszruptor típusú fegyverekre utaltak, amiket a breenek gyakran használnak. (A csodáló/Hősimádat [Hero Worship]; ST TNG I. évad 112. ep.). Ez volt a Föderáció második feltételezett találkozása a breen fajjal (a történet végére kiderül ugyanis, hogy baleset történt az űrhajón és senki nem támadta meg őket).
- 2372-ben egy csoportjuk, egyértelműen fosztogatás céljából, megtámadta a Free Haven nevű bajori telepet is (To the Death, ST DS9].

Ezek azonban vélhetően inkább kisebb villongások voltak, a nagyobb politikai eseményekbe a Breen nem avatkozott be – szervezetten, központilag pedig semmiképp – egészen a Domínium és az Alfa kvadráns közti háborúig, mikor is – a 2370-es évek elején –  a Breen Konföderáció csatlakozott a Dominiumhoz.
Eme döntésükben több tényező játszhatott szerepet.
Egyrészt: a Breen Konföderáció több bolygót bekebelezhetett, melyekre addig a Dominiummal egyébként szövetséges Kardassziai Birodalom tartott igényt vagy birtokolt (ami mellesleg elvetette a bizalmatlanság magvát a szövetségben, és erősítette a kardassziai szakadármozgalmat). Ezen kívül a Dominium urai, az Alapítók arra is ígéretet tettek, hogy győzelmük után a breenek fogják uralni a Romulán Birodalom területeit is. Az Alapítók ígéretet tettek arra is, hogy a Föld szintén a Breen Konföderáció uralma alá kerül, bár ezt a Dominium legfőbb vorta hivatalnokának, Weyounnak is ígérték.
Másrészt nem alaptalan az a feltételezés sem, hogy a Breen döntésében  az Alapítók rejtett konspirációs tevékenysége is szerepet játszott. A háború kitörése előtt egy ismeretlen személyazonosságú, ám valószínűleg magas/vezető presztízsű/beosztású breent kép Föderációs tisztekkel és kardassziaiakkal együtt tartottak fogva a Dominium egyik börtönében, a 371-es számú fogolytáborban; otthonában szerepét feltehetően egy biomimetikus (alak-utánzó) képességekkel rendelkező Alapító játszotta el, valószínűleg hozzájárulva a Breen Dominium melletti orientálódásához (ilyesfajta kémtevékenységgel a Dominium szinte minden vele ellenséges államban kísérletezett, általában sikerrel, úgy a Romulán Birodalomban, mint a Föderációban, s nem utolsósorban a Klingon Birodalomban). Az említett breen fogoly egyébként nagyfokú bátorságról tett tanúbizonyságot, mikor ugyanis az egyik jem’hadar őr (figyelmen kívül hagyva a már idézett romulán mondást) hátat fordított neki, fegyverét megszerezve, és azzal megölve lehetőséget nyújtott a többi rabnak a szökésre, bár őt magát is azonnal lelőtték. (In Purgatory's Shadow/By Inferno's Light, ST DS9).
Megbízhatatlanságukról szóló rossz hírük ellenére a breenek ebben a háborúban a Dominium értékes szövetségesének számítottak, hajóiknak a Dominium hadurainak egyetértésével sikerült a Föderációs anyabolygót, a Földet is megtámadni. A sokkoló támadás lélektani hatása óriása volt, de elkésettnek bizonyult, és a breen flotta is súlyos veszteségeket szenvedett.
Bár a vesztes oldalon állt, a Breen a Dominium visszavonulása után mintha ráébredt volna erejére (vagy arra, hogy ez nem a puszta hadi erőben rejlik), kevésbé passzív és különc, de az addiginál nem kevésbé hazardírozó és eszközökben nem válogató politikát folytatott.
2381-ben a tholian nagykövet, Siroc tárgyalásokba kezdett breen vezetőkkel egy szövetség létrehozására, hogy ellensúlyozzák a Föderáció túlsúlyát a Ba'ku bolygót is tartalmazó Briar Patch nevű űrrégióban (Entanglement, 2. rész"), ahol – akárcsak a Föderáció – egy ismeretlen és erős  hatalommal kerültek összeütközésbe. A Ba'ku bolygó és annak bioregenerációs erőforrásai iránt azonban továbbra is élénk érdeklődést mutattak (vélhetően ez volt a fő oka a thóliánokkal való szövetségüknek is), a bolygó lakói közül néhányat elraboltak és túszként tartottak fogva, hogy tárgyalásokra kényszerítsék annak vezetőit a bolygón létrehozandó breen telepek engedélyezéséről.

## Biológia
A Breen anyabolygó fagyos éghajlata miatt különleges hőszigetelőruhára van szükségük az életben maradáshoz (Star Trek VI, In Purgatory's Shadow/By Inferno's Light/Indiscretion; ST DS9).
A breenek agyveleje négy lebenyre oszlik, akárcsak a ferengi és dopterián agyak. Ez ellenállóvá teszi őket a telepatikus fajokkal (például betazoidokkal szemben; The Loss, ST TNG). Az emberi vérhez hasonló vérük, érrendszerük nincs (Purgatory's Shadow, ST DS9). Szaporodási ciklusuk az emberekénél vélhetően gyorsabb; a fiatalkori terhesség nem ritka náluk (Elogium, ST VOY)].
Fő táplálékukat valószínűleg jégvidéki algák képezik, melyekből pépet készítenek. Akárcsak minden információt, mely kapcsolatos a Breen anyabolygó klímájával, az újabb, a Vortától származó állítólagos ismeretek birtokában kritikával kell kezelni.

## Ismert breenek
- Thot Gor avagy Gor Fővezér/Tábornok; a Dominiummal szövetséges Breen Űrflotta tábornoka (a háborút lezáró békeszerződés egyik aláírója is)